# Partido de Ramallo

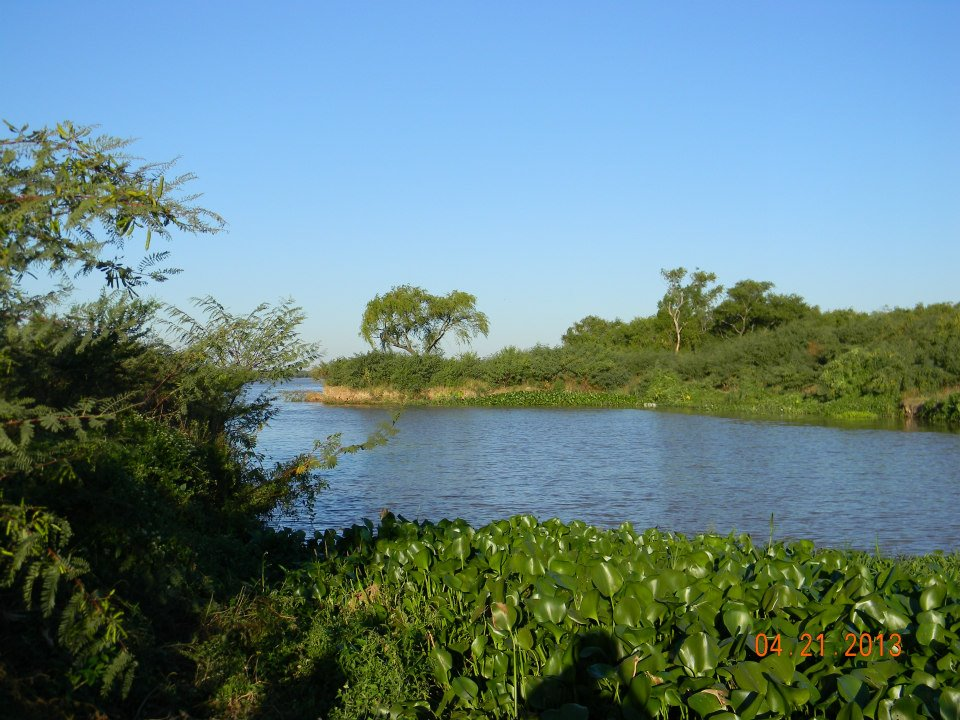

Ramallo es uno de los 135 partidos de la provincia argentina de Buenos Aires. La ciudad cabecera del partido es Ramallo. Queda a 200 km aproximadamente de C.A.B.A. El Partido de Ramallo se encuentra en el noreste de la Provincia de Buenos Aires; limita con los Partidos de San Nicolás (separados por el arroyo Ramallo), Pergamino, Arrecifes y San Pedro y limita al noreste con la provincia de Entre Ríos. Fue formado por terrenos que pertenecían a los partidos limítrofes de San Nicolás, San Pedro y algunas parcelas de Arrecifes y de Pergamino. Esta zona era conocida como Pago de las Hermanas, nombre que tomó el arroyo que actualmente pasa por el Partido de Ramallo.

## Ubicación
El Partido de Ramallo se encuentra en el noreste de la Provincia de Buenos Aires de la República Argentina; limita con los Partidos de:
al noroeste con San Nicolás (separados por el arroyo Ramallo), al suroeste con Pergamino y Arrecifes, al sureste con San Pedro y al noreste con la provincia de Entre Ríos, separados por el río Paraná. Es accesible vía la autopista Ruta 9, y posee un puente de acceso que coincide con el trazado de la RP 51.

## Historia
Fue formado por terrenos que pertenecían a los partidos limítrofes de San Nicolás, San Pedro y algunas parcelas de Arrecifes y de Pergamino. Esta zona era conocida como Pago de las Hermanas, nombre que tomó el arroyo que actualmente pasa por el Partido de Ramallo.
En 1864 se dividieron las costas del río Salado en 45 partidos entre los que se encuentra Ramallo.
El nombre del distrito fue de un poblador afincado en la zona, don Bartolomé Ramallo. En ese entonces Mariano Saavedra era el gobernador de la provincia de Buenos Aires. Fue creado el 24 de octubre de 1864 por la Ley 422.
Dentro del territorio ramallense se encuentra El Tonelero (antiguamente "Paso del Tonelero") donde un 17 de diciembre de 1851 el general Lucio Mansilla y sus tropas atacaron a siete barcos brasileños que remontaban el río Paraná en sus inmediaciones, desatándose una importante acción bélica denominada batalla del Paso del Tonelero. Se trató de una división del Brasil que iba a reunirse con el ejército que preparaba el general Justo J. de Urquiza para derrocar a Rosas. Los brasileños lograron pasar, pero con muchas bajas.
En su jurisdicción se encuentra el Castillo de Rafael Obligado perteneciente al famoso escritor argentino Don Rafael Obligado, hoy en manos de sus descendientes.
Además, se encuentran las ruinas de otro castillo, cuyo propietario era el cuñado de Don Rafael Obligado, Francisco Soto y Calvo. Esta magnífica construcción fue demolida luego de la muerte de Soto y Calvo y de María Obligado de Soto y Calvo, su esposa, ya que resultaba imposible mantener semejante palacio.

## Sismicidad
La región responde a la «subfalla del río Paraná», y a la «subfalla del río de la Plata», con sismicidad baja; y su última expresión se produjo el 5 de junio de 1888 (137 años), a las 3.20 UTC-3, con una magnitud en Ramallo, aproximadamente de 4,5 en la escala de Richter. (Terremoto del Río de la Plata de 1888).

## Intendentes municipales desde 1983
| Intendente                  | Mandato                                           | Partido |
| Rafael Edgardo Romá         | 10 de diciembre de 1983 - 10 de diciembre de 1987 | PJ      |
| Alejandro Pedro Ballester   | 10 de diciembre de 1987 - 10 de diciembre de 1997 | PJ      |
| Ricardo Oscar Ostán         | 10 de diciembre de 1997 - 10 de diciembre de 1999 | PJ      |
| Roberto Silvio Rafael Filpo | 10 de diciembre de 1999 - 10 de diciembre de 2003 | UCR     |
| Walter Ariel Santalla       | 10 de diciembre de 2003 - 10 de diciembre de 2015 | UCR     |
| Mauro David Poletti         | 10 de diciembre de 2015 - 10 de diciembre de 2019 | PJ      |
| Gustavo Haroldo Perié       | 10 de diciembre de 2019- 10 de diciembre de 2023  | PRO     |
| Mauro David Poletti         | 10 de diciembre de 2023 - al presente             | PJ      |

## Localidades del Partido
- Ramallo, cabecera municipal
- El Paraíso
- Las Bahamas
- Pérez Millán
- Villa Ramallo
- Villa General Savio

## Demografía
Según los resultados definitivos del censo de 2022 la población del partido alcanza los 39.730 habitantes.

### Estructura
La población total se encuentra repartida en 20 252 mujeres y 19 478 hombres, con un índice de masculinidad de 96,1 hombres por cada 100 mujeres.
La edad mediana de la población es de 31 años (32 años entre las mujeres y 30 años entre los hombres).
El 11,5% de la población tiene más de 65 años (frente al 10,9% en 2010), y el 2,6% de la población tiene más de 80 años (mismo porcentaje que en 2010).

### Salud y educación
El 74,2% de la población tiene al menos un tipo de cobertura de salud.
Unas 13 761 personas asisten a algún tipo de establecimiento educativo de cualquier nivel y unas 3 794 personas tienen un título terciario o superior (9,5% sobre el total de la población). La tasa de alfabetización es del 99,8%.

### Migraciones
De las personas residentes en el partido, unas 7 843 (19,7% del total de población) nacieron en otra provincia, y unas 354 (0,9% del total de población) lo hicieron fuera del país, siendo los grupos de inmigrantes más numerosos los provenientes de:
- Paraguay: 72 personas
- Perú: 33 personas
- Bolivia: 30 personas
- Italia: 29 personas
- Venezuela: 22 personas

### Hogares
En el partido hay un total de 14 852 viviendas y 13 490 hogares. En cuanto al régimen de tenencia y regularidad de la propiedad de las viviendas, el 65,2% es propia, el 17,2% es alquilada, el 7,2% es cedida o prestada, y el resto se encuentra en otra situación.
Sobre el total de hogares, 12 890 (95,5% del total) tiene acceso a red pública de agua corriente, 10 519 (78,0% del total) tiene desagüe y descarga a red pública cloacal,6 524 (48,3% del total) tiene acceso a red pública de gas, y 9 767 (72,4% del total) tiene acceso a red de internet en la vivienda.

## Elección de la Reina del Río
Este evento comenzó a realizarse a partir del verano de 2004. Su finalidad es elegir a la Reina del Río. La reina es elegida por un jurado compuesto por autoridades del partido. Una tradición de la que sólo participan mujeres y que son evaluadas por su belleza física y clase social, lo cual reproduce estereotipos sexistas y perpetúa privilegios de clase.

### Las Reinas
En la Primera Edición de la Elección de la Reina del Río realizada en el verano austral de 2004 resultó elegida la bella representante de la localidad de Villa General Savio.
En la Segunda Edición de la Elección de la Reina del Río realizada en el verano austral de 2005 resultó Reina la representante del Club Defensores de Belgrano de Villa Ramallo, Camila Pando, gran deportista y nadadora que representó al partido de Ramallo y al Club Defensores de Belgrano de Villa Ramallo a nivel nacional, conquistando amplios títulos.
En la Tercera Edición de la Elección de la Reina del Río realizada en 2006 resultó elegida la fiel representante del Centro de Comercio de Ramallo Pueblo, Valentina Domenech.
En la Cuarta Edición de la Elección de la Reina del Río realizada en 2007 resultó elegida la bella representante del Club Defensores de Belgrano de Villa Ramallo, Eugenia Rocha.
En la Quinta Edición, realizada el 28 de diciembre de 2008, la reina fue por primera vez una participante oriunda de la localidad de Pérez Millán, llamada Marisol Iuvalé, quien es, además, la hermana menor del jugador de primera división de fútbol, Silvio Iuvalé del Club Gimnasia y Esgrima de Jujuy. La joven representó a la Delegación Municipal de Pérez Millán.

## Masacre de Ramallo
El 16 de septiembre de 1999 una banda armada copa la sucursal del Banco de la Nación Argentina, Sucursal Villa Ramallo, que es rápidamente rodeada por la policía. A la madrugada siguiente, los delincuentes intentan escapar. Los grupos calificados de la Policía Federal y Provincial, sin orden ni cuartel, tirotean su automóvil, muriendo uno de los asaltantes y dos de los rehenes: el gerente y el contador de la sucursal. Flora Lacave, la esposa del gerente que iba en el vehículo y única sobreviviente, casi fue ejecutada por uno de los policías, hasta que otro oficial lo disuadió de que lo hiciera. Lacave cree que existía complicidad policial entre los ladrones y que la razón por la cual quisieron ejecutarla fue porque sospechaban que tenía conocimiento de esa complicidad.

## Personalidades destacadas de Ramallo
- Juan María Traverso
- Federico Luppi
- Guillermo Novellis
- David "El Mago" Ramírez
- Sergio Bizzio
- José Ignacio López Amorín
- José Massaroli
- Susana Solís de Pennino
- Dante Goenaga
- Nennina Dusso